# Eugen Karl Czernin von und zu Chudenitz

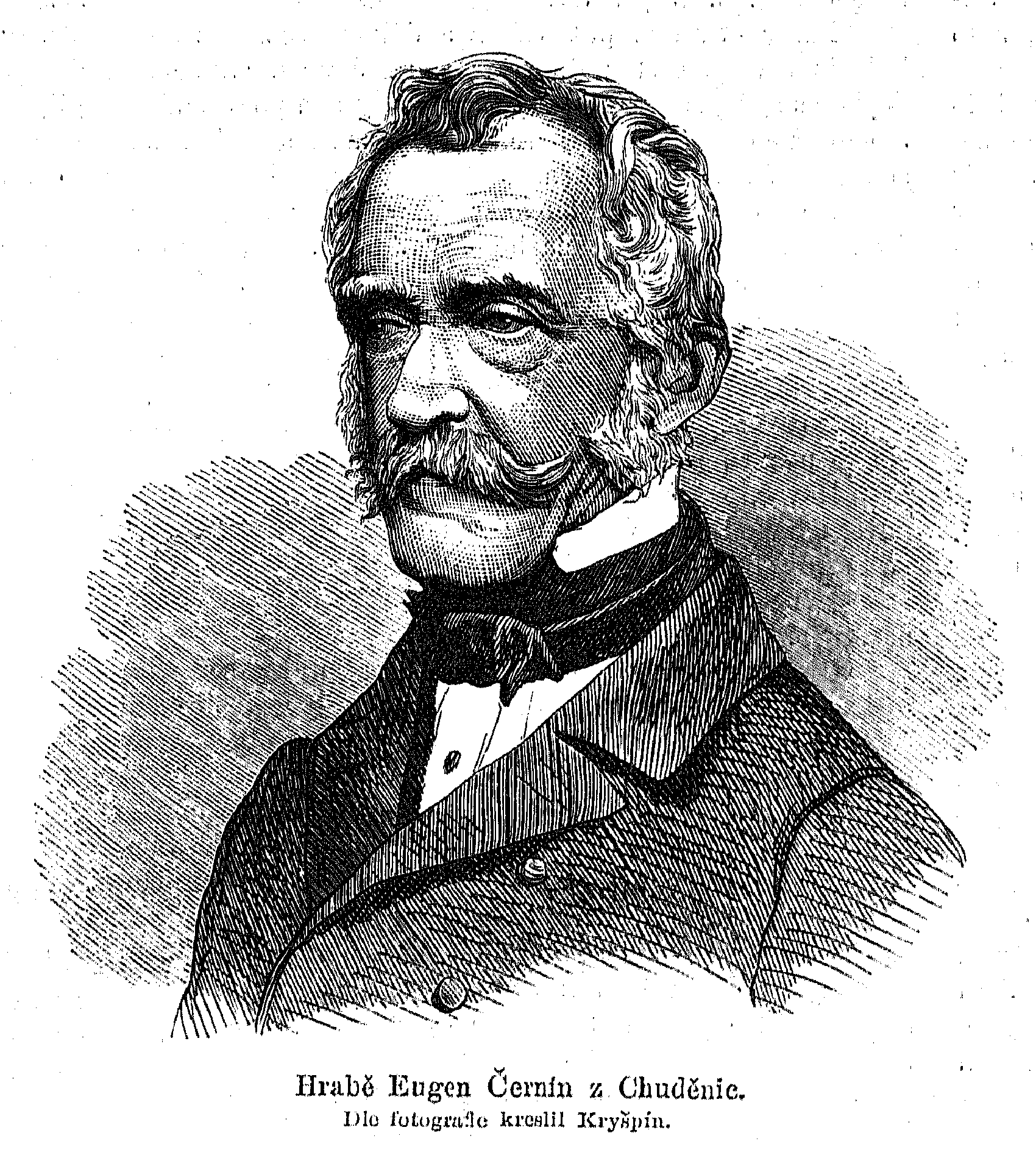
Eugen Karl Czernin von und zu Chudenitz (1867)

Eugen Erwin Carl Johann Nepomuk Maria Graf Czernin von und zu Chudenitz (* 4. November 1796 in Wien; † 11. Juni 1868 auf Schloss Petersburg, Böhmen) war ein österreichisch-böhmischer Historiker und Topograf, Großgrundbesitzer sowie Industrieller.

## Biografie
Er war Sohn des Philanthropen und Mäzens Rudolf Graf Czernin von und zu Chudenitz (1757–1845) aus dem Adelsgeschlecht Czernin von und zu Chudenitz und der Maria Theresia Gräfin zu Schönborn-Heussenstamm (1758–1838). Graf Rudolf hatte die Czernin’sche Gemäldegalerie begründet, die Graf Eugen 1845 in das Palais Czernin in der Josefstadt übertragen ließ, wo sie sich bis 1954 befand.
Czernin war Herr der Herrschaften Neuhaus und Chudenitz sowie Petersburg, Schönhof, Maschau und Duppau sowie Gutsherr auf Dollan und Drslawitz in Böhmen. 1845 erwarb er das Gut Libědice.
Er war k.k. Oberstkämmerer, Geheimer Rat und Oberst-Erbmundschenk in Böhmen. Außerdem war er Intendant des Wiener Hoftheaters.
Er wurde seit 1802 von seinem Hauslehrer und Hofmeister Antonin Eduard Zelinka (1772–1854) unterrichtet.
Er gründete die Schlossbibliothek auf Chudenitz, die sich mit etwa 1450 Werken, zu 75 Prozent in deutscher Sprache, heute im Besitz des Denkmalamtes für Westböhmen in Pilsen befindet.
Er war Mitglied des Herrenhauses, des  Oberhauses des österreichischen Reichsrates. Außerdem war er Gründungsmitglied und seit 1865 Erster Vorsitzender des Vereins Slovanská Beseda (dt.: Slawisches Gespräch).
Czernin heiratete am 27. Mai 1817 in Wien Marie Therese Gräfin von Orsini und Rosenberg (* 25. September 1798 in Wien; † 18. April 1866 ebenda), die Tochter des Feldmarschalls Franz Seraph Orsini Reichsfürst von Rosenberg (1761–1832) und der Karoline Gräfin von Khevenhüller-Metsch (1767–1811). Das Ehepaar hatte vier Söhne und zwei Töchter. Ehefrau Therese war Palastdame der österreichischen Kaiserin Maria Anna, der Ehefrau von Kaiser Ferdinand I.